# Nacionalismo quebequés

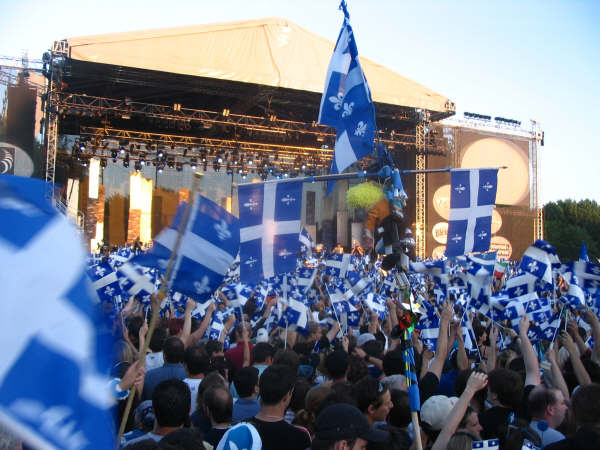
Celebración de la Fête Nationale du Québec ("Fiesta Nacional del Quebec"), también llamada la Saint-Jean-Baptiste, el 24 de junio de 2006 en el parque Maisonneuve de Montreal.

Mapa de Quebec con respecto a Canadá.

El nacionalismo quebequés (en francés: nationalisme québécois) es un planteamiento político que busca, si no directamente la independencia, sí un mayor autogobierno para la provincia canadiense de Quebec (del francés: Québec).
En Quebec el nacionalismo sigue latente porque la región tiene una cultura e idioma distintos al resto de Canadá. El motivo de esta tendencia nacionalista de los quebequeses es, en gran medida, que los franco-canadienses han mantenido diferencias con los anglo-canadienses durante siglos, desde las épocas coloniales cuando los segundos fueron conquistados por el Imperio británico y no por el imperio francés.

## Historia

Bandera de Quebec.

Aun cuando en la primera mitad del siglo XX el nacionalismo quebequés podía considerarse como un movimiento débil, las elecciones de 1962 significaron un claro triunfo para los partidarios de una mayor autonomía en el seno de Canadá, una tendencia que se afirmó posteriormente. En ese momento se produjo un cambio en la definición de nación que supone la territorialización de la identidad, el paso de una étnico-cultural-lingüística (la canadienne-française en todo el territorio de Canadá) a los sujetos que viven en francés en el territorio del Quebec (la québécoise). El cambio identitario, de canadienne-française a québécois, es un proceso bastante largo y no falto de contradicciones, como se ya se ve claramente en Assises nationales des États généraux du Canada français de 1967.
Por otro lado, los grupos, asociaciones y organizaciones independentistas que destacaron en la década de 1960 no lograron consolidarse plenamente, aunque recibieron un notable impulso tras la visita de Charles de Gaulle a Quebec en el verano de 1967 (véase Viva Quebec libre). La actividad de unos independentistas derivó en acciones terroristas, como el secuestro y asesinato del Ministro de Trabajo y vice primer ministro canadiense Pierre Laporte en octubre de 1970, realizado por el Frente de Liberación de Quebec (FLQ). Ese mismo año, Canadá aceptó al idioma francés como lengua cooficial en todo el país con la intención de frenar la corriente nacionalista en Quebec. 
En las elecciones de 1973, ganadas por el Partido Liberal de Quebec (PLQ), el recién creado Parti Québécois (PQ) consiguió el 30% de los votos, y vencería posteriormente en las elecciones de noviembre de 1976.
Su líder, René Lévesque, fue elegido primer ministro de Quebec. En su mandato se impuso una política de acentuado autonomismo. No obstante, su política de "Estado libre asociado" llevada a referéndum en Quebec en mayo de 1980, fue rechazada, lo que no fue obstáculo para su triunfo en las elecciones de abril de 1981, si bien su política posterior se caracterizó por la prioridad que se le dio a las cuestiones económicas con respecto a la reivindicación nacionalista. Esto hizo que en el Congreso Extraordinario del PQ celebrado en enero de 1985 un sector independentista se escindiera del partido y creara la Agrupación Democrática para la Independencia (Rassemblement Democratique pour l'Independence, RDI). 
En octubre de 1985 Lévesque dimitió como presidente del PQ. Le sucedería Pierre Marc Johnson como líder del PQ y como primer ministro quebequés.
Tras ser adoptada por una extensa mayoría de 266 votos contra 16, el 27 de noviembre de 2006 la Cámara de los Comunes de Canadá aprobó una resolución que reconoce a Quebec como "nación dentro de un Canadá unido", un gesto sobre todo simbólico, que no obstante suscita inquietudes en los sectores más contrarios al nacionalismo quebequés.
El Ministro de Asuntos Intergubernamentales de Canadá renunció el mismo día a su cargo en protesta por la resolución.
En las elecciones de 2012, un PQ liderado por Pauline Marois ganó la mayoría de los asientos de la Asamblea Nacional de Quebec y planteó la posibilidad de convocar a un nuevo referéndum por la independencia al expresar su deseo de que Quebec se convierta en un país independiente, así como su convicción de que eso sucederá: "Queremos un país. Y lo tendremos". Para buscar su cometido, convocó por adelantado elecciones legislativas para reformar la Asamblea Nacional en 2014; sin embargo, los desastrosos resultados electorales que obtuvo su movimiento político, obteniendo sólo 30 escaños de 56 que habían ganado en las elecciones pasadas, la obligaron a renunciar a su cargo como primer ministro y a retirarse permanentemente de la vida política de la provincia y del país.

## Partidos políticos
- Bloc Québécois
- Parti Québécois
- Québec solidaire